# Россия (страховая компания)
Страховое акционерное общество «Россия» — российская страховая компания. Уставный капитал «России» — 2 млрд руб., регистрационный номер в реестре страховых организаций — 2, лицензии С 0002 77 и П 0002 77 (на страхование и перестрахование) выданы 16 марта 2006 года, отозваны 15 ноября 2013 года. Штаб-квартира — в Москве.

## История
Образована в апреле 1990 года в Москве.
Исторический предшественник современной компании — известное дореволюционное страховое общество «Россия» (1881—1919 годы), лидер добровольного страхования Российской империи.
С 1997 по 2002 год компания входила в группу Ингосстрах и называлась «Ингосстрах-Россия»
.
До конца 2009 года компания принадлежала инвестиционной группе «Трастком», основным собственником которой являлся бизнесмен Абдулжелил Абдулкеримов. 
С октября 2009 года ключевыми акционерами ОСАО «Россия» являлись компании, находящиеся под мандатом международной инвестиционно-консалтинговой группы EastOne, принадлежащей украинскому предпринимателю Виктору Пинчуку. 
Последним генеральным директором ОСАО «Россия» был Андрей Дудник.

## Деятельность
Компания была заметным игроком на страховом рынке РФ: по результатам 2012 года занимала 11 место в рейтинге «Крупнейших российских страховых компаний», 28 место на страховом рынке по объёму собранной премии. По данным ФСФР ОСАО «Россия» занимала по итогам 2012 года заметные позиции по сбору премии по страхованию автокаско (23 место), ОСАГО (13 место).
ОСАО «Россия» осуществляла 74 вида страхования. В числе основных: страхование имущества юридических и физических лиц, страхование транспорта, страхование грузов, страхование сельскохозяйственных рисков, различных видов гражданской и профессиональной ответственности, страхование жизни как от несчастного случая, так и от болезней, добровольное медицинское страхование, страхование медицинских расходов граждан, выезжающих за рубеж, а также обязательное страхование гражданской ответственности владельцев транспортных средств.
Региональная сеть ОСАО «Россия» насчитывала более 330 филиалов и клиентских офисов в крупнейших городах Российской Федерации: Москве, Санкт-Петербурге, Новосибирске, Чебоксарах, Краснодаре, Казани, Уфе, Калининграде, Ростове-на-Дону, Тюмени и др.
Относительные позиции компании на страховом рынке в 2007—2013 годах последовательно ухудшались. Если в 2007 году она занимала 11 место по сборам страховых премий среди российских страховщиков, то в 2010 — 29 место, в 2011 — 24 место и в 2012 — 28 место.
В прошлые годы компания имела рейтинговые оценки от «Эксперт РА» и Fitch. В августе 2013 года рейтинговое агентство Fitch отозвало у компании свой рейтинг ССС с прогнозом «негативный»
. Перед ликвидацией компания имела рейтинговую оценку только от Национального рейтингового агентства (А — высокая надежность, второй уровень).
В августе 2013 года ФСФР объявила, что «Россия» является одной из двух крупных страховых компаний, для которых были разработаны и запущены планы восстановления платежеспособности (вторая — страховая компания «Югория»).
В октябре 2013 года Центральный банк РФ приостановил действие лицензии у компании и назначил туда временную администрацию.
Тогда же из компании уволились её руководители.
15 ноября 2013 года лицензия ОСАО «Россия» была отозвана
. Российский Союз Автостраховщиков заявил, что всем клиентам по ОСАГО выплаты из компенсационного фонда (их объём оценивается в 2,2 млрд.руб) будут произведены, принимать заявления на выплату и оценивать ущерб было поручено страховым компаниям «ВСК», «МАКС», «РЕСО-Гарантия» и «Росгосстрах». Однако доступ к архивам компании Россия был блокирован арендодателем, поэтому не все выплаты удалось организовать в срок
.
30 января 2014 года Арбитражный суд Москвы признал компанию «Россия» банкротом.

### Показатели деятельности
По данным ФСФР, страховые премии компании за 2012 год составили 5,0 млрд руб., страховые выплаты — 2,7 млрд руб.